# Kirk Francis
Pour les articles homonymes, voir Francis.
Kirk Francis est un chef opérateur du son américain né le 27 août 1947  à Oakland (Californie).

## Filmographie (sélection)
- 1983 : Under Fire de Roger Spottiswoode
- 1992 : Les blancs ne savent pas sauter (White Men Can't Jump) de Ron Shelton
- 1993 : Nuits blanches à Seattle (Sleepless in Seattle) de Nora Ephron
- 1993 : RoboCop 3 de Fred Dekker
- 1997 : L.A. Confidential de Curtis Hanson
- 2003 : Traqué (The Hunted) de William Friedkin
- 2004 : La Mort dans la peau (The Bourne Supremacy) de Paul Greengrass
- 2007 : La Vengeance dans la peau (The Bourne Ultimatum) de Paul Greengrass
- 2008 : Indiana Jones et le Royaume du crâne de cristal (Indiana Jones and the Kingdom of the Crystal Skull) de Steven Spielberg
- 2011 : The Tree of Life de Terrence Malick
- 2012 : Jason Bourne : L'Héritage (The Bourne Legacy) de Tony Gilroy
- 2013 : Twelve Years a Slave de Steve McQueen
- 2015 : Jurassic World de Colin Trevorrow

## Distinctions

### Récompenses
- Oscars 2008 : Oscar du meilleur mixage de son pour La Vengeance dans la peau
- British Academy Film Award du meilleur son
  - en 1998 pour L.A. Confidential
  - en 2008 pour La Vengeance dans la peau

### Nominations
- Oscars 1998 : Oscar du meilleur mixage de son pour L.A. Confidential